# 湯文字
湯文字（ゆもじ）とは女性の和服の下着の一種。腰巻とも呼ばれる。巻きスカートのように腰部から膝までをおおう下着であり、裾除けの下に着用する。素材は普通のものは綿、高級なものは絹で羽二重、縮緬である。女性用ショーツのクロッチに当たるような股間を覆う部分はない。昭和初期まで広く着用されていた、その後、洋服が広まりズロースが普及し、その後、昭和30年代頃から現在のパンティー（ショーツ）に代わられた。一部では現在でも和服で用いられている。
1932年の白木屋大火が廃れた原因だとする俗説があるが、当時の報道などには、パンツをはかなかったことを問題視していたものはほとんどない。

## 概要
平安時代、御湯殿（宮中の風呂）に奉仕する女官が活動しやすいように袴の代わりに身に着けていた「湯巻」と呼ばれる白い巻きスカートのような衣服が起源とされる。平安中期に書かれた紫式部日記には、御湯殿に奉仕する女房の「ゆまき姿」が「おかしげ」だと表現されている。当時はあくまで袴の代用であり、下着と言う認識のものではなかった。この白い腰巻は室町時代ごろに公家の女性の日常着となった。「○○もじ」という語は室町頃の女房言葉であり、「かもじ（髢）」、「しゃもじ（杓子）」と同様「ゆもじ（湯巻）」は日常的に慣れ親しんだ道具であったことが分かる。ワンピース型の衣服である小袖の下に、湯巻を着ると完全に隠れてしまうため、徐々に袴の一種から肌着という意識に代わった。
文政8年（1825年）ごろに江戸でも真似られるようになっている。江戸の湯文字は緋色か白で老女は浅葱色、大阪では遊女が赤で素人は白、三重では黄色が主に用いられた。当時の湯文字は、布二枚を並べて長方形に縫った上部に腰ひもを縫いつけて腰に巻いて着用する。始めは肌襦袢もしくは半襦袢という上半身に付ける腰丈の肌着と対にして使われていたが、遊廓で着られるようになった長襦袢が流行すると長襦袢の下に着用される。例外的に、吉原では紐を使わず腰に挟むものを使っていた。銭湯では女性は必ず専用の湯文字をつけたが、これはまくれあがらないように鉛のおもりが縫い込まれていて湯の中でめくれ上がらないようにされていた。
一部では現在でも和服で用いられている。
形状は裾除けと同じである、紐、腰布、脚布で構成されている。長さは裾除けの半分ぐらいである。着用は湯文字を着用してその上に裾除けを着用する。